# Itálie na Zimních olympijských hrách 2006
Itálii na Zimních olympijských hrách 2006 reprezentovalo 179 sportovců, z toho 106 mužů a 73 žen ve 15 sportech.

## Medailisté
| Medaile | Jméno                                                                      | Sport          | Disciplína                  |
| ------- | -------------------------------------------------------------------------- | -------------- | --------------------------- |
| Zlato   | Fulvio Valbusa Giorgio Di Centa Pietro Piller Cottrer Cristian Zorzi       | Běh na lyžích  | Muži štafeta 4 x 10 km      |
| Zlato   | Giorgio Di Centa                                                           | Běh na lyžích  | Muži 50 km volný styl       |
| Zlato   | Armin Zöggeler                                                             | Saně           | Muži jednotlivci            |
| Zlato   | Matteo Anesi Stefano Donagrandi Enrico Fabris Ippolito Sanfratello         | Rychlobruslení | Družstvo mužů stíhací závod |
| Zlato   | Enrico Fabris                                                              | Rychlobruslení | Muži 1 500 m                |
| Bronz   | Gerda Weissensteinerová Jennifer Isacco                                    | Boby           | Ženy - dvojice              |
| Bronz   | Arianna Follisová Gabriella Paruzziová Antonella Confortola Sabina Valbusa | Běh na lyžích  | Ženy štafeta 4 x 5 km       |
| Bronz   | Pietro Piller Cottrer                                                      | Běh na lyžích  | Muži stíhací závod 30 km    |
| Bronz   | Gerhard Plankensteiner Oswald Haselrieder                                  | Saně           | Dvojice                     |
| Bronz   | Marta Capurso Mara Zini Arianna Fontanaová Katia Zini                      | Short track    | Ženy štafeta 3 000 m        |
| Bronz   | Enrico Fabris                                                              | Rychlobruslení | Muži 5 000 m                |